# 演马街道
演马街道，是中华人民共和国河南省焦作市马村区下辖的一个乡镇级行政单位。

## 行政区划
演马街道下辖以下地区：
演马村、西演马村、前夏庄村、后夏庄村、王张村、小卢庄村、仓上村、亮马村、陆村、赵屯村、高寨村、山后村、北庄村、寺庄村、耿村、聩城寨村、前蒋村、油蒋村、韩蒋村、赵蒋村、位村和官庄村。